# Ornes
Ornes település Franciaországban, Meuse megyében. Lakosainak száma 8 fő (2022. január 1.). Ornes Bezonvaux, Azannes-et-Soumazannes, Beaumont-en-Verdunois, Gremilly, Louvemont-Côte-du-Poivre, Maucourt-sur-Orne és Douaumont-Vaux községekkel határos.

## Népesség
A település népességének változása:
| Lakosok száma | 6    | 1    | 10   | 2    | 6    | 6    | 5    | 6    | 7    | 8    |
|               | 1968 | 1982 | 1990 | 2006 | 2011 | 2016 | 2017 | 2019 | 2020 | 2022 |